# هصیص (یمن)
 هصیص  ( الهَصیص  ) آهیصیص نیز گفته أند، روستایی است در عزلهٔ (قبلة الولید)، در ناحیهٔ (قضار البیض)، از توابع استان مَهره در کشور یمن در شبه جزیره عربستان است. 
جمعیت آن ۴۴۷ نفر (۲۰ خانوار) می‌باشد.